# Marina Maljković
Marina Maljković (serb. Марина Маљковић; ur. 26 września 1981 w Belgradzie) – serbska trenerka koszykarska, posiadająca także francuskie obywatelstwo, od 2019 trenerka żeńskiej reprezentacji Serbii.
Jest córką trenera Božidara Maljkovicia, czterokrotnego mistrza Euroligi.

## Osiągnięcia trenerskie
Stan na 26 marca 2025, na podstawie, o ile nie zaznaczono inaczej.

### Drużynowe
- Mistrzostwo:
  - Euroligi (2023)
  - Eurocup (2018)
  - Ligi Adriatyckiej (2012, 2013)
  - Turcji (2022, 2023)
  - Serbii (2008–2013)
  - Challenge round (2014)
- Zdobywczyni Pucharu Serbii (2008, 2009, 2011, 2013)
- Finalistka Pucharu Serbii (2010)

### Reprezentacja
Trenerka główna
- Mistrzostwo Europy (2015, 2021)
- Brąz:
  - mistrzostw Europy (2019)
  - igrzysk olimpijskich (2016)
- Uczestniczka:
  - igrzysk olimpijskich (2016, 2020 – 4. miejsce, 2024 – 6. miejsce)
  - mistrzostw:
    - świata (2022 – 6. miejsce)
    - Europy (2013 – 4. miejsce, 2015, 2019, 2021, 2023 – 5. miejsce)

  - kwalifikacji do Eurobasketu (2013, 2017)

Asystentka
- Wicemistrzostwo świata U–19 (2005)
- Uczestniczka mistrzostw Europy U–18 (2004 – 4. miejsce)